# Тимуровская улица (Москва)
Тиму́ровская у́лица — улица в Южном административном округе Москвы в районе Царицыно от Луганской до Бакинской улицы. Нумерация домов начинается от Луганской улицы, все дома имеют индекс 115516.

## История

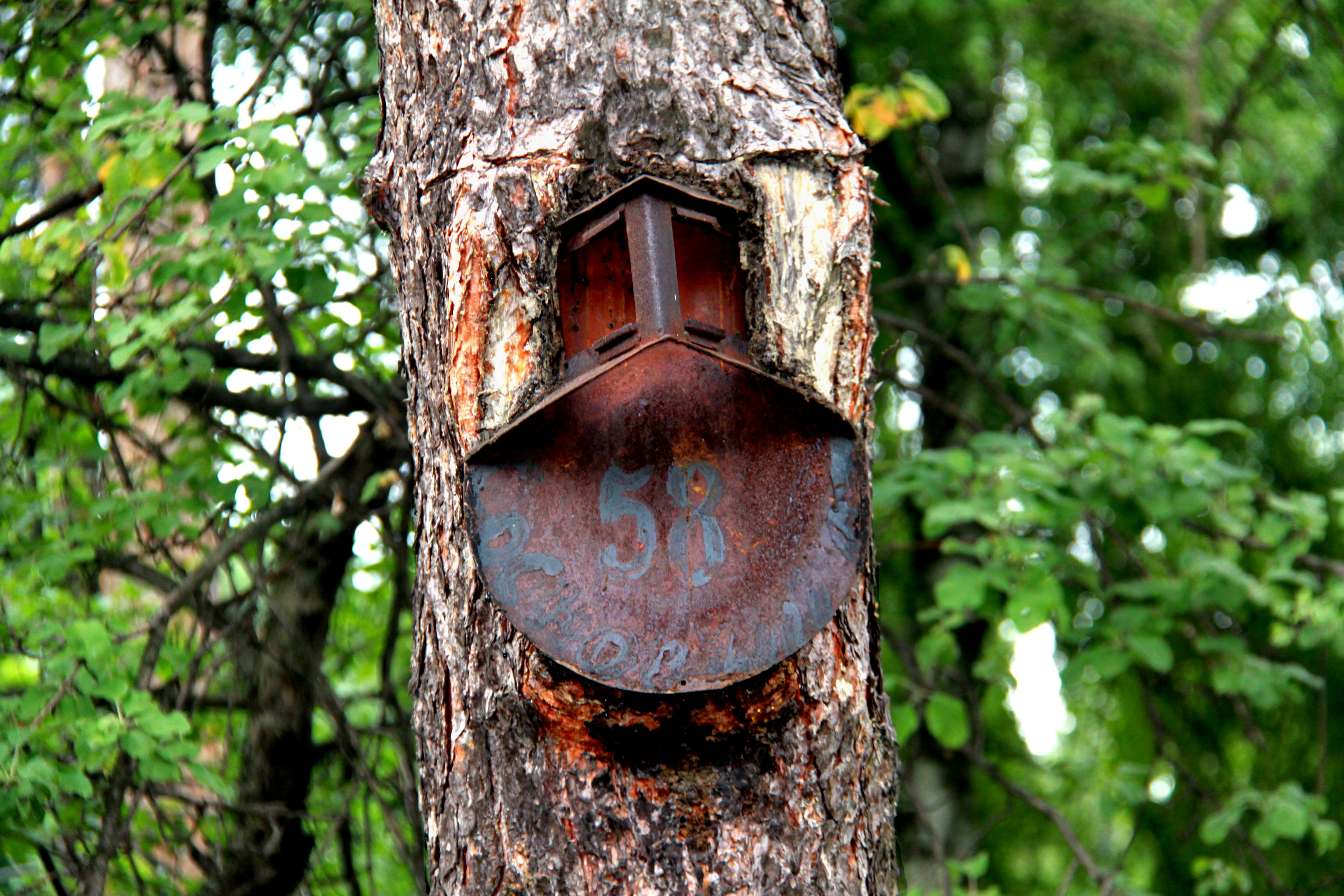
Сосна на Тимуровской улице с её старым названием — Сосновый проспект

Улица названа в честь тимуровцев — участников патриотического детского движения, возникшего после выхода в 1940 году книги А. П. Гайдара «Тимур и его команда». Первоначально носила название Сосновый проспект, по сосновой роще существовавшей здесь и частично сохранившейся по сей день (см. Сосенки). После включения этой территории в состав Москвы, 5 апреля 1965 года она была переименована в Тимуровскую улицу для устранения одноимённости.

## Здания и сооружения
- д. 3 — Детская городская поликлиника № 23 Филиал № 2 (бывшая Детская городская поликлиника № 82). Закрыта на реконструкцию[3].
- д. 7 — территория бывшей войсковой части: военно-строительного батальона, а затем подразделения ВДВ (до 1992 года). Ныне территорию занимают фирмы и общежитие.

Расположенный здесь сосновый парк планируется к включению в список особо охраняемых природных территорий Москвы.

## Транспорт
По Тимуровской улице не проходит ни один маршрут общественного транспорта, однако улица находится между двух основных магистралей района Царицыно — Бакинской и Луганской улицами. Вплоть до 1991 года здесь проходил автобусный маршрут № 212.